# Grand Prix w Piłce Siatkowej Kobiet 2014
Grand Prix w piłce siatkowej kobiet 2014 − 23. edycja międzynarodowych rozgrywek siatkarskich. W zawodach bierze udział 28 drużyn podzielonych na siedem grup w trzech dywizjach.

## System rozgrywek
28 zespołów podzielono na 7 grup w trzech dywizjach. Pierwszą dywizję stanowi „Elita”. W jej skład wchodzi 12 zespołów. Podzielone one będą na dziewięć grup. Każda drużyna znajdzie się w trzech grupach. Po rozegraniu wszystkich meczów punkty sumuje się we wspólnej tabeli. Najlepsze cztery drużyny awansują do fazy finałowej. Druga dywizja to „Zaplecze”. Jest ona podzielona na sześć grup, po 4 zespoły w każdej. Każdy zespół znajdzie się w trzech grupach. Po stworzeniu wspólnej tabeli trzy najlepsze zespoły wraz z gospodarzem Final Four zmierzą się ze sobą o jedno miejsce w turnieju finałowym. Stawkę finalistów uzupełni tegoroczny gospodarz turnieju - Japonia. Najgorsza drużyna I dywizji spadnie do niższej dywizji, a drużyna z II dywizji, która awansuje do turnieju finałowego, w przyszłym roku zagra w I dywizji. Ostatnia dywizja to „Pretendenci”. W ich skład wchodzi 8 zespołów podzielonych na cztery grupy. Każda drużyna znajdzie się w dwóch grupach. Po stworzeniu wspólnej tabeli trzy najlepsze drużyny oraz gospodarz baraży - Bułgaria zmierzą się ze sobą w turnieju finałowym. Najlepsza drużyna rozgrywek wywalczy awans do wyższej dywizji w przyszłym roku. Jej miejsce zajmie najgorsza drużyna drugiej dywizji.

## Uczestnicy
| Dywizja I | Dywizja II                                                                                          | Dywizja III                                                                                                   |
| --- | --------------------------------------------------------------------------------------------------- | --- |
| Brazylia (1) Chiny (5) Dominikana (8) Japonia (3) Korea Południowa (10) Niemcy (9) Rosja (6) Serbia (7) Stany Zjednoczone (2) Tajlandia (12) Turcja (11) Włochy (2) | Argentyna (18) Belgia (22) Holandia (18) Kanada (20) Kuba (21) Peru (15) Polska (15) Portoryko (17) | Algieria (14) Australia (100) Bułgaria (35) Chorwacja (24) Czechy (25) Kazachstan (23) Kenia (13) Meksyk (28) |

- W nawiasie miejsce w rankingu FIVB w dniu losowania grup.

## Faza grupowa

### Dywizja I

#### Tabela
| Lp. | Drużyna           | Pkt | Mecze | Mecze   | Mecze   | Sety | Sety | Sety  | Małe punkty | Małe punkty | Małe punkty |
| Lp. | Drużyna           | Pkt | M     | W (3:2) | P (2:3) | wyg. | prz. | ratio | zdob.       | str.        | ratio       |
| --- | ----------------- | --- | ----- | ------- | ------- | ---- | ---- | ----- | ----------- | ----------- | ----------- |
| 1   | Brazylia          | 26  | 9     | 9 (1)   | 0 (0)   | 27   | 3    | 9.000 | 748         | 570         | 1.312       |
| 2   | Chiny             | 17  | 9     | 5 (0)   | 4 (2)   | 21   | 15   | 1.400 | 829         | 773         | 1.072       |
| 3   | Turcja            | 16  | 9     | 6 (3)   | 3 (1)   | 22   | 17   | 1.294 | 883         | 868         | 1.017       |
| 4   | Rosja             | 16  | 9     | 5 (0)   | 4 (1)   | 19   | 16   | 1.188 | 807         | 777         | 1.039       |
| 5   | Stany Zjednoczone | 15  | 9     | 5 (2)   | 4 (2)   | 20   | 18   | 1.111 | 850         | 817         | 1.040       |
| 6   | Serbia            | 13  | 9     | 4 (1)   | 5 (2)   | 18   | 18   | 1.000 | 806         | 790         | 1.020       |
| 7   | Japonia           | 13  | 9     | 4 (1)   | 5 (2)   | 17   | 20   | 0.850 | 784         | 831         | 0.943       |
| 8   | Korea Południowa  | 13  | 9     | 4 (0)   | 5 (1)   | 16   | 19   | 0.842 | 753         | 810         | 0.930       |
| 9   | Włochy            | 12  | 9     | 5 (3)   | 4 (0)   | 18   | 18   | 1.000 | 769         | 780         | 0.986       |
| 10  | Niemcy            | 12  | 9     | 4 (1)   | 5 (1)   | 16   | 18   | 0.889 | 761         | 786         | 0.968       |
| 11  | Tajlandia         | 6   | 9     | 2 (1)   | 7 (1)   | 11   | 24   | 0.458 | 712         | 808         | 0.881       |
| 12  | Dominikana        | 3   | 9     | 1 (1)   | 8 (1)   | 7    | 26   | 0.269 | 689         | 781         | 0.882       |

Źródło: fivb.org
Punktacja: 3:0 i 3:1 – 3 pkt; 3:2 – 2 pkt; 2:3 – 1 pkt; 1:3 i 0:3 – 0 pkt
Zasady ustalania kolejności: 1. liczba punktów; 2. liczba zwycięstw; 3. stosunek setów; 4. stosunek małych punktów
     awans do fazy finałowej
     gospodarz fazy finałowej

#### Grupa A
Ankara
| Data | Godz. | Drużyna 1         | Wynik | Drużyna 2         | 1     | 2     | 3     | 4     | 5     | Widzów | * |
| ---- | ----- | ----------------- | ----- | ----------------- | ----- | ----- | ----- | ----- | ----- | ------ | - |
| 1.08 | 16:00 | Stany Zjednoczone | 1:3   | Rosja             | 25:22 | 18:25 | 20:25 | 20:25 |       | 1500   |   |
| 1.08 | 19:00 | Turcja            | 3:0   | Japonia           | 29:27 | 25:19 | 25:21 |       |       | 3500   |   |
|      |       |                   |       |                   |       |       |       |       |       |        |   |
| 2.08 | 16:00 | Rosja             | 3:1   | Japonia           | 25:23 | 25:13 | 24:26 | 25:18 |       | 1000   |   |
| 2.08 | 19:00 | Turcja            | 3:2   | Stany Zjednoczone | 25:21 | 27:29 | 25:21 | 20:25 | 15:12 | 5600   |   |
|      |       |                   |       |                   |       |       |       |       |       |        |   |
| 3.08 | 16:00 | Japonia           | 2:3   | Stany Zjednoczone | 27:25 | 17:25 | 22:25 | 26:24 | 11:15 | 3500   |   |
| 3.08 | 19:00 | Turcja            | 3:2   | Rosja             | 25:23 | 29:27 | 14:25 | 18:25 | 15:10 | 7500   |   |

#### Grupa B
Ansan
| Data | Godz. | Drużyna 1        | Wynik | Drużyna 2 | 1     | 2     | 3     | 4     | 5     | Widzów | * |
| ---- | ----- | ---------------- | ----- | --------- | ----- | ----- | ----- | ----- | ----- | ------ | - |
| 1.08 | 13:40 | Serbia           | 3:0   | Niemcy    | 26:24 | 25:20 | 25:15 |       |       | 1750   |   |
| 1.08 | 16:10 | Korea Południowa | 3:1   | Tajlandia | 23:25 | 25:22 | 25:16 | 25:20 |       | 3150   |   |
|      |       |                  |       |           |       |       |       |       |       |        |   |
| 2.08 | 14:10 | Korea Południowa | 3:1   | Niemcy    | 21:25 | 25:20 | 25:22 | 25:21 |       | 3130   |   |
| 2.08 | 17:40 | Serbia           | 2:3   | Tajlandia | 19:25 | 25:18 | 25:20 | 19:25 | 13:15 | 3010   |   |
|      |       |                  |       |           |       |       |       |       |       |        |   |
| 3.08 | 14:10 | Korea Południowa | 1:3   | Serbia    | 22:25 | 24:26 | 25:21 | 9:25  |       | 5030   |   |
| 3.08 | 17:40 | Tajlandia        | 0:3   | Niemcy    | 21:25 | 22:25 | 21:25 |       |       | 4830   |   |

#### Grupa C
Sassari
| Data | Godz. | Drużyna 1  | Wynik | Drużyna 2  | 1     | 2     | 3     | 4     | 5     | Widzów | * |
| ---- | ----- | ---------- | ----- | ---------- | ----- | ----- | ----- | ----- | ----- | ------ | - |
| 1.08 | 17:40 | Brazylia   | 3:1   | Chiny      | 25:21 | 23:25 | 25:17 | 25:16 |       | 1500   |   |
| 1.08 | 20:10 | Włochy     | 3:0   | Dominikana | 25:18 | 25:23 | 25:15 |       |       | 3000   |   |
|      |       |            |       |            |       |       |       |       |       |        |   |
| 2.08 | 17:40 | Chiny      | 3:0   | Dominikana | 25:18 | 25:21 | 25:23 |       |       | 2800   |   |
| 2.08 | 20:10 | Brazylia   | 3:0   | Włochy     | 25:21 | 25:16 | 25:15 |       |       | 4500   |   |
|      |       |            |       |            |       |       |       |       |       |        |   |
| 3.08 | 17:40 | Dominikana | 0:3   | Brazylia   | 24:26 | 19:25 | 18:25 |       |       | 1800   |   |
| 3.08 | 20:10 | Włochy     | 3:2   | Chiny      | 25:18 | 18:25 | 25:22 | 18:25 | 15:10 | 3800   |   |

#### Grupa D
São Paulo
| Data  | Godz. | Drużyna 1         | Wynik | Drużyna 2         | 1     | 2     | 3     | 4     | 5 | Widzów | * |
| ----- | ----- | ----------------- | ----- | ----------------- | ----- | ----- | ----- | ----- | - | ------ | - |
| 8.08  | 11:00 | Rosja             | 1:3   | Stany Zjednoczone | 25:22 | 19:25 | 18:25 | 17:25 |   | 1757   |   |
| 8.08  | 14:45 | Brazylia          | 3:0   | Korea Południowa  | 25:16 | 25:12 | 25:15 |       |   | 5069   |   |
|       |       |                   |       |                   |       |       |       |       |   |        |   |
| 9.08  | 10:00 | Brazylia          | 3:0   | Rosja             | 25:15 | 25:21 | 25:17 |       |   | 10250  |   |
| 9.08  | 12:30 | Stany Zjednoczone | 3:0   | Korea Południowa  | 25:15 | 25:17 | 25:16 |       |   | 2046   |   |
|       |       |                   |       |                   |       |       |       |       |   |        |   |
| 10.08 | 10:00 | Brazylia          | 3:0   | Stany Zjednoczone | 25:20 | 25:22 | 29:27 |       |   | 10315  |   |
| 10.08 | 12:30 | Rosja             | 1:3   | Korea Południowa  | 25:21 | 21:25 | 25:27 | 22:25 |   | 1794   |   |

#### Grupa E
Ankara
| Data  | Godz. | Drużyna 1  | Wynik | Drużyna 2  | 1     | 2     | 3     | 4     | 5     | Widzów | * |
| ----- | ----- | ---------- | ----- | ---------- | ----- | ----- | ----- | ----- | ----- | ------ | - |
| 8.08  | 16:00 | Serbia     | 0:3   | Niemcy     | 21:25 | 28:30 | 18:25 |       |       | 700    |   |
| 8.08  | 19:00 | Turcja     | 2:3   | Dominikana | 25:23 | 25:19 | 22:25 | 22:25 | 9:15  | 3000   |   |
|       |       |            |       |            |       |       |       |       |       |        |   |
| 9.08  | 16:00 | Niemcy     | 3:2   | Dominikana | 25:19 | 19:25 | 22:25 | 25:16 | 16:14 | 1500   |   |
| 9.08  | 19:00 | Turcja     | 3:2   | Serbia     | 18:25 | 25:19 | 22:25 | 25:20 | 17:15 | 6000   |   |
|       |       |            |       |            |       |       |       |       |       |        |   |
| 10.08 | 16:00 | Dominikana | 0:3   | Serbia     | 21:25 | 22:25 | 25:27 |       |       | 1000   |   |
| 10.08 | 19:00 | Turcja     | 3:1   | Niemcy     | 25:15 | 25:19 | 21:25 | 25:20 |       | 7500   |   |

#### Grupa F
Hongkong
| Data  | Godz. | Drużyna 1 | Wynik | Drużyna 2 | 1     | 2     | 3     | 4     | 5     | Widzów | * |
| ----- | ----- | --------- | ----- | --------- | ----- | ----- | ----- | ----- | ----- | ------ | - |
| 8.08  | 18:30 | Japonia   | 2:3   | Włochy    | 20:25 | 17:25 | 25:21 | 25:20 | 11:15 | 7673   |   |
| 8.08  | 20:30 | Chiny     | 3:1   | Tajlandia | 29:27 | 25:18 | 20:25 | 25:15 |       | 9533   |   |
|       |       |           |       |           |       |       |       |       |       |        |   |
| 9.08  | 13:15 | Włochy    | 3:0   | Tajlandia | 25:19 | 25:21 | 25:23 |       |       | 7776   |   |
| 9.08  | 15:45 | Chiny     | 3:0   | Japonia   | 25:16 | 25:14 | 25:22 |       |       | 10243  |   |
|       |       |           |       |           |       |       |       |       |       |        |   |
| 10.08 | 13:15 | Japonia   | 3:1   | Tajlandia | 25:18 | 25:15 | 19:25 | 25:20 |       | 9203   |   |
| 10.08 | 15:45 | Chiny     | 3:1   | Włochy    | 25:20 | 25:18 | 22:25 | 25:16 |       | 10667  |   |

#### Grupa G
Bangkok
| Data  | Godz. | Drużyna 1  | Wynik | Drużyna 2         | 1     | 2     | 3     | 4     | 5     | Widzów | * |
| ----- | ----- | ---------- | ----- | ----------------- | ----- | ----- | ----- | ----- | ----- | ------ | - |
| 15.08 | 16:00 | Tajlandia  | 3:1   | Dominikana        | 25:17 | 25:23 | 20:25 | 25:22 |       | 6500   |   |
| 15.08 | 18:30 | Brazylia   | 3:2   | Stany Zjednoczone | 29:31 | 22:25 | 25:22 | 25:19 | 15:9  | 4500   |   |
|       |       |            |       |                   |       |       |       |       |       |        |   |
| 16.08 | 14:00 | Brazylia   | 3:0   | Dominikana        | 25:19 | 25:11 | 29:27 |       |       | 4500   |   |
| 16.08 | 16:30 | Tajlandia  | 2:3   | Stany Zjednoczone | 19:25 | 25:19 | 25:20 | 12:25 | 12:25 | 6500   |   |
|       |       |            |       |                   |       |       |       |       |       |        |   |
| 17.08 | 14:00 | Dominikana | 1:3   | Stany Zjednoczone | 21:25 | 25:15 | 19:25 | 27:29 |       | 4800   |   |
| 17.08 | 16:30 | Tajlandia  | 0:3   | Brazylia          | 15:25 | 18:25 | 17:25 |       |       | 7000   |   |

#### Grupa H
Królewiec
| Data  | Godz. | Drużyna 1 | Wynik | Drużyna 2 | 1     | 2     | 3     | 4     | 5     | Widzów | * |
| ----- | ----- | --------- | ----- | --------- | ----- | ----- | ----- | ----- | ----- | ------ | - |
| 15.08 | 16:40 | Turcja    | 1:3   | Niemcy    | 25:20 | 34:36 | 20:25 | 22:25 |       | 980    |   |
| 15.08 | 19:10 | Rosja     | 3:1   | Włochy    | 25:27 | 25:19 | 25:19 | 25:18 |       | 4500   |   |
|       |       |           |       |           |       |       |       |       |       |        |   |
| 16.08 | 16:40 | Włochy    | 3:2   | Niemcy    | 22:25 | 21:25 | 25:18 | 25:14 | 25:12 | 1000   |   |
| 16.08 | 19:10 | Rosja     | 3:1   | Turcja    | 28:26 | 19:25 | 25:21 | 25:15 |       | 4619   |   |
|       |       |           |       |           |       |       |       |       |       |        |   |
| 17.08 | 16:40 | Włochy    | 1:3   | Turcja    | 23:25 | 19:25 | 25:22 | 23:25 |       | 1100   |   |
| 17.08 | 19:10 | Niemcy    | 0:3   | Rosja     | 25:27 | 24:26 | 24:26 |       |       | 5100   |   |

#### Grupa I
Makau
| Data  | Godz. | Drużyna 1        | Wynik | Drużyna 2        | 1     | 2     | 3     | 4     | 5     | Widzów | * |
| ----- | ----- | ---------------- | ----- | ---------------- | ----- | ----- | ----- | ----- | ----- | ------ | - |
| 15.08 | 17:00 | Japonia          | 3:1   | Serbia           | 25:17 | 10:25 | 25:17 | 25:19 |       | 2000   |   |
| 15.08 | 20:30 | Chiny            | 3:1   | Korea Południowa | 24:26 | 25:18 | 25:22 | 25:19 |       | 3920   |   |
|       |       |                  |       |                  |       |       |       |       |       |        |   |
| 16.08 | 14:30 | Japonia          | 3:2   | Korea Południowa | 22:25 | 25:21 | 20:25 | 27:25 | 15:13 | 3560   |   |
| 16.08 | 17:00 | Chiny            | 2:3   | Serbia           | 26:24 | 26:28 | 25:21 | 20:25 | 15:17 | 3680   |   |
|       |       |                  |       |                  |       |       |       |       |       |        |   |
| 17.08 | 13:00 | Korea Południowa | 3:1   | Serbia           | 20:25 | 25:23 | 25:19 | 26:24 |       | 3450   |   |
| 17.08 | 15:30 | Chiny            | 1:3   | Japonia          | 20:25 | 22:25 | 25:18 | 26:28 |       | 4010   |   |

### Dywizja II

#### Tabela
| Lp. | Drużyna   | Pkt | Mecze | Mecze   | Mecze   | Sety | Sety | Sety  | Małe punkty | Małe punkty | Małe punkty |
| Lp. | Drużyna   | Pkt | M     | W (3:2) | P (2:3) | wyg. | prz. | ratio | zdob.       | str.        | ratio       |
| --- | --------- | --- | ----- | ------- | ------- | ---- | ---- | ----- | ----------- | ----------- | ----------- |
| 1   | Holandia  | 23  | 9     | 8 (2)   | 1 (1)   | 26   | 7    | 3.714 | 771         | 644         | 1.197       |
| 2   | Portoryko | 19  | 9     | 7 (2)   | 2 (0)   | 21   | 12   | 1.750 | 756         | 695         | 1.088       |
| 3   | Belgia    | 19  | 9     | 6 (0)   | 3 (1)   | 21   | 9    | 2.333 | 738         | 752         | 0.981       |
| 4   | Polska    | 14  | 9     | 5 (1)   | 4 (0)   | 17   | 17   | 1.000 | 738         | 752         | 0.981       |
| 5   | Argentyna | 13  | 9     | 4 (0)   | 5 (1)   | 14   | 18   | 0.778 | 718         | 715         | 1.004       |
| 6   | Peru      | 9   | 9     | 3 (1)   | 6 (1)   | 12   | 21   | 0.571 | 713         | 757         | 0.942       |
| 7   | Kanada    | 6   | 9     | 2 (1)   | 7 (1)   | 11   | 23   | 0.478 | 701         | 790         | 0.887       |
| 8   | Kuba      | 5   | 9     | 1 (0)   | 8 (2)   | 9    | 24   | 0.375 | 666         | 795         | 0.838       |

Źródło: fivb.org
Punktacja: 3:0 i 3:1 – 3 pkt; 3:2 – 2 pkt; 2:3 – 1 pkt; 1:3 i 0:3 – 0 pkt
Zasady ustalania kolejności: 1. liczba punktów; 2. liczba zwycięstw; 3. stosunek setów; 4. stosunek małych punktów
     awans do baraży
     gospodarz baraży

#### Grupa J
Lima
| Data  | Godz. | Drużyna 1 | Wynik | Drużyna 2 | 1     | 2     | 3     | 4     | 5 | Widzów | * |
| ----- | ----- | --------- | ----- | --------- | ----- | ----- | ----- | ----- | - | ------ | - |
| 25.07 | 16:40 | Polska    | 3:1   | Belgia    | 25:18 | 25:23 | 22:25 | 25:21 |   | 1200   |   |
| 25.07 | 19:10 | Peru      | 3:1   | Kanada    | 25:21 | 25:18 | 25:27 | 25:16 |   | 3300   |   |
|       |       |           |       |           |       |       |       |       |   |        |   |
| 26.07 | 15:40 | Polska    | 3:1   | Kanada    | 25:15 | 14:25 | 25:21 | 25:11 |   | 2500   |   |
| 26.07 | 18:10 | Peru      | 0:3   | Belgia    | 21:25 | 14:25 | 19:25 |       |   | 5000   |   |
|       |       |           |       |           |       |       |       |       |   |        |   |
| 27.07 | 15:40 | Belgia    | 3:0   | Kanada    | 25:13 | 25:19 | 28:26 |       |   | 4200   |   |
| 27.07 | 18:10 | Peru      | 1:3   | Polska    | 22:25 | 23:25 | 25:21 | 20:25 |   | 5000   |   |

#### Grupa K
Caguas
| Data  | Godz. | Drużyna 1 | Wynik | Drużyna 2 | 1     | 2     | 3     | 4     | 5 | Widzów | * |
| ----- | ----- | --------- | ----- | --------- | ----- | ----- | ----- | ----- | - | ------ | - |
| 25.07 | 17:00 | Holandia  | 3:0   | Kuba      | 25:11 | 25:13 | 25:20 |       |   | 700    |   |
| 25.07 | 20:00 | Portoryko | 3:0   | Argentyna | 25:22 | 25:18 | 25:22 |       |   | 2200   |   |
|       |       |           |       |           |       |       |       |       |   |        |   |
| 26.07 | 17:00 | Kuba      | 1:3   | Argentyna | 18:25 | 25:23 | 23:25 | 12:25 |   | 900    |   |
| 26.07 | 20:00 | Portoryko | 0:3   | Holandia  | 22:25 | 11:25 | 22:25 |       |   | 2400   |   |
|       |       |           |       |           |       |       |       |       |   |        |   |
| 27.07 | 17:00 | Argentyna | 0:3   | Holandia  | 19:25 | 19:25 | 24:26 |       |   | 600    |   |
| 27.07 | 20:00 | Portoryko | 3:0   | Kuba      | 25:20 | 25:17 | 25:17 |       |   | 2100   |   |

#### Grupa L
Leuven
| Data | Godz. | Drużyna 1 | Wynik | Drużyna 2 | 1     | 2     | 3     | 4     | 5     | Widzów | * |
| ---- | ----- | --------- | ----- | --------- | ----- | ----- | ----- | ----- | ----- | ------ | - |
| 1.08 | 17:00 | Holandia  | 3:0   | Argentyna | 25:20 | 25:18 | 25:12 |       |       | 350    |   |
| 1.08 | 20:00 | Belgia    | 3:0   | Kanada    | 25:17 | 25:20 | 25:19 |       |       | 2453   |   |
|      |       |           |       |           |       |       |       |       |       |        |   |
| 2.08 | 17:00 | Argentyna | 2:3   | Kanada    | 25:23 | 25:22 | 24:26 | 22:25 | 13:15 | 472    |   |
| 2.08 | 20:00 | Holandia  | 3:2   | Belgia    | 27:29 | 20:25 | 25:19 | 25:23 | 15:6  | 3900   |   |
|      |       |           |       |           |       |       |       |       |       |        |   |
| 3.08 | 17:00 | Kanada    | 2:3   | Holandia  | 25:15 | 20:25 | 19:25 | 25:21 | 9:15  | 300    |   |
| 3.08 | 20:00 | Argentyna | 0:3   | Belgia    | 26:28 | 16:25 | 19:25 |       |       | 2790   |   |

#### Grupa M
Trujillo
| Data | Godz. | Drużyna 1 | Wynik | Drużyna 2 | 1     | 2     | 3     | 4     | 5     | Widzów | * |
| ---- | ----- | --------- | ----- | --------- | ----- | ----- | ----- | ----- | ----- | ------ | - |
| 1.08 | 16:40 | Polska    | 3:0   | Kuba      | 25:21 | 26:24 | 25:12 |       |       | 2000   |   |
| 1.08 | 19:10 | Peru      | 0:3   | Portoryko | 23:25 | 16:25 | 22:25 |       |       | 3500   |   |
|      |       |           |       |           |       |       |       |       |       |        |   |
| 2.08 | 15:40 | Polska    | 1:3   | Portoryko | 24:26 | 26:24 | 10:25 | 22:25 |       | 3000   |   |
| 2.08 | 18:10 | Peru      | 3:0   | Kuba      | 25:20 | 25:21 | 25:17 |       |       | 4000   |   |
|      |       |           |       |           |       |       |       |       |       |        |   |
| 3.08 | 15:40 | Kuba      | 2:3   | Portoryko | 15:25 | 25:22 | 26:24 | 16:25 | 12:15 | 2000   |   |
| 3.08 | 18:10 | Peru      | 2:3   | Polska    | 25:18 | 23:25 | 18:25 | 25:22 | 12:15 | 4500   |   |

#### Grupa N
Buenos Aires
| Data  | Godz. | Drużyna 1 | Wynik | Drużyna 2 | 1     | 2     | 3     | 4     | 5     | Widzów | * |
| ----- | ----- | --------- | ----- | --------- | ----- | ----- | ----- | ----- | ----- | ------ | - |
| 8.08  | 18:40 | Kanada    | 0:3   | Kuba      | 25:27 | 18:25 | 22:25 |       |       | 1254   |   |
| 8.08  | 21:10 | Argentyna | 3:0   | Peru      | 25:13 | 25:22 | 25:15 |       |       | 4000   |   |
|       |       |           |       |           |       |       |       |       |       |        |   |
| 9.08  | 18:10 | Kuba      | 2:3   | Peru      | 25:27 | 30:28 | 23:25 | 25:22 | 13:15 | 3480   |   |
| 9.08  | 20:40 | Argentyna | 3:1   | Kanada    | 25:22 | 23:25 | 25:21 | 25:16 |       | 4250   |   |
|       |       |           |       |           |       |       |       |       |       |        |   |
| 10.08 | 18:10 | Peru      | 0:3   | Kanada    | 21:25 | 20:25 | 22:25 |       |       | 2980   |   |
| 10.08 | 20:40 | Argentyna | 3:1   | Kuba      | 25:21 | 25:15 | 28:30 | 25:22 |       | 3695   |   |

#### Grupa O
Doetinchem
| Data  | Godz. | Drużyna 1 | Wynik | Drużyna 2 | 1     | 2     | 3     | 4     | 5     | Widzów | * |
| ----- | ----- | --------- | ----- | --------- | ----- | ----- | ----- | ----- | ----- | ------ | - |
| 8.08  | 16:00 | Belgia    | 3:0   | Polska    | 25:20 | 25:19 | 25:12 |       |       | 700    |   |
| 8.08  | 19:00 | Holandia  | 2:3   | Portoryko | 25:23 | 25:20 | 21:25 | 22:25 | 13:15 | 1100   |   |
|       |       |           |       |           |       |       |       |       |       |        |   |
| 9.08  | 15:00 | Portoryko | 3:1   | Polska    | 25:18 | 25:18 | 18:25 | 25:22 |       | 1050   |   |
| 9.08  | 18:00 | Holandia  | 3:0   | Belgia    | 25:22 | 26:24 | 25:20 |       |       | 1650   |   |
|       |       |           |       |           |       |       |       |       |       |        |   |
| 10.08 | 15:00 | Portoryko | 0:3   | Belgia    | 16:25 | 22:25 | 26:28 |       |       | 900    |   |
| 10.08 | 18:00 | Polska    | 0:3   | Holandia  | 18:25 | 21:25 | 20:25 |       |       | 1650   |   |

#### Baraże o fazę finałową
Koszalin
 Półfinały 
| Data  | Godz. | Drużyna 1 | Wynik | Drużyna 2 | 1     | 2     | 3     | 4     | 5 | Widzów | * |
| ----- | ----- | --------- | ----- | --------- | ----- | ----- | ----- | ----- | - | ------ | - |
| 15.08 | 17:30 | Polska    | 0:3   | Belgia    | 19:25 | 16:25 | 15:25 |       |   | 3000   |   |
| 15.08 | 20:15 | Holandia  | 3:1   | Portoryko | 22:25 | 31:29 | 25:20 | 25:12 |   | 1400   |   |

 Mecz o 3. miejsce 
| Data  | Godz. | Drużyna 1 | Wynik | Drużyna 2 | 1     | 2     | 3     | 4 | 5 | Widzów | * |
| ----- | ----- | --------- | ----- | --------- | ----- | ----- | ----- | - | - | ------ | - |
| 16.08 | 17:30 | Polska    | 0:3   | Portoryko | 19:25 | 17:25 | 22:25 |   |   | 2500   |   |

 Finał 
| Data  | Godz. | Drużyna 1 | Wynik | Drużyna 2 | 1     | 2     | 3     | 4     | 5     | Widzów | * |
| ----- | ----- | --------- | ----- | --------- | ----- | ----- | ----- | ----- | ----- | ------ | - |
| 16.08 | 20:15 | Holandia  | 2:3   | Belgia    | 25:20 | 23:25 | 23:25 | 27:25 | 10:15 | 1500   |   |

### Dywizja III

#### Tabela
| Lp. | Drużyna    | Pkt | Mecze | Mecze   | Mecze   | Sety | Sety | Sety  | Małe punkty | Małe punkty | Małe punkty |
| Lp. | Drużyna    | Pkt | M     | W (3:2) | P (2:3) | wyg. | prz. | ratio | zdob.       | str.        | ratio       |
| --- | ---------- | --- | ----- | ------- | ------- | ---- | ---- | ----- | ----------- | ----------- | ----------- |
| 1   | Czechy     | 18  | 6     | 6 (0)   | 0 (0)   | 18   | 2    | 9.000 | 502         | 373         | 1.346       |
| 2   | Bułgaria   | 16  | 6     | 6 (2)   | 0 (0)   | 18   | 7    | 2.571 | 597         | 494         | 1.209       |
| 3   | Chorwacja  | 12  | 6     | 4 (0)   | 2 (0)   | 14   | 8    | 1.750 | 529         | 481         | 1.100       |
| 4   | Kazachstan | 9   | 6     | 3 (0)   | 3 (0)   | 11   | 9    | 1.222 | 455         | 426         | 1.068       |
| 5   | Kenia      | 9   | 6     | 3 (1)   | 3 (1)   | 12   | 12   | 1.000 | 503         | 516         | 0.975       |
| 6   | Meksyk     | 6   | 6     | 2 (0)   | 4 (0)   | 8    | 13   | 0.615 | 452         | 495         | 0.913       |
| 7   | Australia  | 1   | 6     | 0 (0)   | 6 (1)   | 3    | 18   | 0.167 | 382         | 500         | 0.764       |
| 8   | Algieria   | 1   | 6     | 0 (0)   | 6 (1)   | 3    | 18   | 0.167 | 375         | 510         | 0.735       |

Źródło: fivb.org
Punktacja: 3:0 i 3:1 – 3 pkt; 3:2 – 2 pkt; 2:3 – 1 pkt; 1:3 i 0:3 – 0 pkt
Zasady ustalania kolejności: 1. liczba punktów; 2. liczba zwycięstw; 3. stosunek setów; 4. stosunek małych punktów
     awans do baraży
     gospodarz baraży

#### Grupa P
Ałmaty
| Data  | Godz. | Drużyna 1  | Wynik | Drużyna 2 | 1     | 2     | 3     | 4     | 5 | Widzów | * |
| ----- | ----- | ---------- | ----- | --------- | ----- | ----- | ----- | ----- | - | ------ | - |
| 25.07 | 15:00 | Chorwacja  | 1:3   | Czechy    | 30:32 | 21:25 | 25:19 | 20:25 |   | 430    |   |
| 25.07 | 18:00 | Kazachstan | 3:0   | Australia | 25:21 | 25:16 | 25:16 |       |   | 1400   |   |
|       |       |            |       |           |       |       |       |       |   |        |   |
| 26.07 | 15:00 | Australia  | 0:3   | Czechy    | 21:25 | 14:25 | 20:25 |       |   | 600    |   |
| 26.07 | 18:00 | Kazachstan | 1:3   | Chorwacja | 22:25 | 22:25 | 27:25 | 20:25 |   | 1300   |   |
|       |       |            |       |           |       |       |       |       |   |        |   |
| 27.07 | 15:00 | Chorwacja  | 3:0   | Australia | 25:18 | 25:12 | 25:17 |       |   | 500    |   |
| 27.07 | 18:00 | Kazachstan | 1:3   | Czechy    | 16:25 | 24:26 | 27:25 | 16:25 |   | 1900   |   |

#### Grupa Q
Meksyk
| Data  | Godz. | Drużyna 1 | Wynik | Drużyna 2 | 1     | 2     | 3     | 4     | 5     | Widzów | * |
| ----- | ----- | --------- | ----- | --------- | ----- | ----- | ----- | ----- | ----- | ------ | - |
| 25.07 | 17:00 | Algieria  | 2:3   | Bułgaria  | 15:25 | 25:22 | 18:25 | 25:23 | 17:19 | 250    |   |
| 25.07 | 19:30 | Meksyk    | 1:3   | Kenia     | 18:25 | 23:25 | 25:18 | 22:25 |       | 600    |   |
|       |       |           |       |           |       |       |       |       |       |        |   |
| 26.07 | 15:30 | Bułgaria  | 3:2   | Kenia     | 25:20 | 23:25 | 26:24 | 24:26 | 15:12 | 250    |   |
| 26.07 | 18:00 | Meksyk    | 3:0   | Algieria  | 25:19 | 25:22 | 25:23 |       |       | 650    |   |
|       |       |           |       |           |       |       |       |       |       |        |   |
| 27.07 | 14:00 | Kenia     | 3:0   | Algieria  | 25:14 | 25:18 | 25:13 |       |       | 300    |   |
| 27.07 | 16:30 | Meksyk    | 1:3   | Bułgaria  | 23:25 | 20:25 | 25:23 | 21:25 |       | 1250   |   |

#### Grupa R
Brno
| Data | Godz. | Drużyna 1  | Wynik | Drużyna 2  | 1     | 2     | 3     | 4     | 5 | Widzów | * |
| ---- | ----- | ---------- | ----- | ---------- | ----- | ----- | ----- | ----- | - | ------ | - |
| 1.08 | 16:00 | Meksyk     | 0:3   | Kazachstan | 18:25 | 16:25 | 19:25 |       |   | 90     |   |
| 1.08 | 19:00 | Czechy     | 3:0   | Algieria   | 25:8  | 25:7  | 25:17 |       |   | 435    |   |
|      |       |            |       |            |       |       |       |       |   |        |   |
| 2.08 | 16:00 | Meksyk     | 0:3   | Czechy     | 14:25 | 18:25 | 19:25 |       |   | 445    |   |
| 2.08 | 19:00 | Kazachstan | 3:0   | Algieria   | 25:8  | 25:19 | 25:17 |       |   | 80     |   |
|      |       |            |       |            |       |       |       |       |   |        |   |
| 3.08 | 16:00 | Algieria   | 1:3   | Meksyk     | 27:29 | 25:17 | 20:25 | 18:25 |   | 110    |   |
| 3.08 | 19:00 | Czechy     | 3:0   | Kazachstan | 25:15 | 25:20 | 25:21 |       |   | 625    |   |

#### Grupa S
Poreč
| Data | Godz. | Drużyna 1 | Wynik | Drużyna 2 | 1     | 2     | 3     | 4     | 5     | Widzów | * |
| ---- | ----- | --------- | ----- | --------- | ----- | ----- | ----- | ----- | ----- | ------ | - |
| 1.08 | 17:15 | Australia | 0:3   | Bułgaria  | 14:25 | 19:25 | 13:25 |       |       | 70     |   |
| 1.08 | 20:15 | Chorwacja | 3:0   | Kenia     | 25:20 | 25:17 | 25:22 |       |       | 200    |   |
|      |       |           |       |           |       |       |       |       |       |        |   |
| 2.08 | 17:15 | Bułgaria  | 3:1   | Kenia     | 21:25 | 25:8  | 25:20 | 25:11 |       | 60     |   |
| 2.08 | 20:15 | Australia | 1:3   | Chorwacja | 18:25 | 25:20 | 23:25 | 16:25 |       | 150    |   |
|      |       |           |       |           |       |       |       |       |       |        |   |
| 3.08 | 17:15 | Kenia     | 3:2   | Australia | 25:17 | 18:25 | 25:21 | 22:25 | 15:11 | 0      |   |
| 3.08 | 20:15 | Chorwacja | 1:3   | Bułgaria  | 27:25 | 24:26 | 18:25 | 19:25 |       | 800    |   |

#### Baraże o II dywizję
Samokow
 Półfinały 
| Data  | Godz. | Drużyna 1 | Wynik | Drużyna 2  | 1     | 2     | 3     | 4     | 5     | Widzów | * |
| ----- | ----- | --------- | ----- | ---------- | ----- | ----- | ----- | ----- | ----- | ------ | - |
| 16.08 | 16:10 | Czechy    | 3:2   | Chorwacja  | 26:28 | 25:21 | 20:25 | 25:21 | 15:10 | 200    |   |
| 16.08 | 19:10 | Bułgaria  | 3:1   | Kazachstan | 25:16 | 25:23 | 21:25 | 25:14 |       | 550    |   |

 Mecz o 3. miejsce 
| Data  | Godz. | Drużyna 1 | Wynik | Drużyna 2  | 1     | 2     | 3     | 4 | 5 | Widzów | * |
| ----- | ----- | --------- | ----- | ---------- | ----- | ----- | ----- | - | - | ------ | - |
| 17.08 | 16:10 | Chorwacja | 3:0   | Kazachstan | 25:20 | 25:22 | 25:17 |   |   | 150    |   |

 Finał 
| Data  | Godz. | Drużyna 1 | Wynik | Drużyna 2 | 1     | 2     | 3     | 4 | 5 | Widzów | * |
| ----- | ----- | --------- | ----- | --------- | ----- | ----- | ----- | - | - | ------ | - |
| 17.08 | 19:10 | Czechy    | 0:3   | Bułgaria  | 16:25 | 13:25 | 17:25 |   |   | 1050   |   |

### Faza finałowa
Tokio

#### Tabela
| Lp. | Drużyna      | Pkt | Mecze | Mecze   | Mecze   | Sety | Sety | Sety  | Małe punkty | Małe punkty | Małe punkty |
| Lp. | Drużyna      | Pkt | M     | W (3:2) | P (2:3) | wyg. | prz. | ratio | zdob.       | str.        | ratio       |
| --- | ------------ | --- | ----- | ------- | ------- | ---- | ---- | ----- | ----------- | ----------- | ----------- |
| 1   | Brazylia (M) | 13  | 5     | 4 (0)   | 1 (1)   | 14   | 3    | 4.667 | 405         | 314         | 1.290       |
| 2   | Japonia      | 12  | 5     | 4 (0)   | 1 (0)   | 12   | 4    | 3.000 | 381         | 321         | 1.187       |
| 3   | Rosja        | 7   | 5     | 3 (2)   | 2 (0)   | 10   | 10   | 1.000 | 415         | 445         | 0.933       |
| 4   | Turcja       | 7   | 5     | 2 (1)   | 3 (2)   | 10   | 12   | 0.833 | 475         | 483         | 0.983       |
| 5   | Chiny        | 6   | 5     | 2 (1)   | 3 (1)   | 8    | 12   | 0.667 | 439         | 443         | 0.991       |
| 6   | Belgia       | 0   | 5     | 0 (0)   | 5 (0)   | 2    | 15   | 0.133 | 316         | 425         | 0.744       |

Źródło: fivb.org
Punktacja: 3:0 i 3:1 – 3 pkt; 3:2 – 2 pkt; 2:3 – 1 pkt; 1:3 i 0:3 – 0 pkt
Zasady ustalania kolejności: 1. liczba punktów; 2. liczba zwycięstw; 3. stosunek setów; 4. stosunek małych punktów

#### Mecze
| Data  | Godz. | Drużyna 1 | Wynik | Drużyna 2 | 1     | 2     | 3     | 4     | 5     | Widzów | * |
| ----- | ----- | --------- | ----- | --------- | ----- | ----- | ----- | ----- | ----- | ------ | - |
| 20.08 | 12:30 | Chiny     | 3:1   | Belgia    | 25:19 | 25:27 | 25:18 | 25:15 |       | 1000   |   |
| 20.08 | 15:10 | Turcja    | 3:2   | Brazylia  | 25:18 | 25:23 | 21:25 | 19:25 | 15:12 | 1800   |   |
| 20.08 | 19:15 | Japonia   | 3:1   | Rosja     | 22:25 | 25:20 | 25:21 | 25:17 |       | 7000   |   |
|       |       |           |       |           |       |       |       |       |       |        |   |
| 21.08 | 12:30 | Rosja     | 3:0   | Belgia    | 25:23 | 25:16 | 25:19 |       |       | 1000   |   |
| 21.08 | 15:10 | Brazylia  | 3:0   | Chiny     | 25:23 | 25:20 | 25:21 |       |       | 2000   |   |
| 21.08 | 19:15 | Japonia   | 3:0   | Turcja    | 25:13 | 25:17 | 25:17 |       |       | 7000   |   |
|       |       |           |       |           |       |       |       |       |       |        |   |
| 22.08 | 12:30 | Turcja    | 2:3   | Rosja     | 22:25 | 24:26 | 25:13 | 27:25 | 12:15 | 1500   |   |
| 22.08 | 15:10 | Belgia    | 0:3   | Brazylia  | 10:25 | 12:25 | 12:25 |       |       | 2500   |   |
| 22.08 | 19:15 | Chiny     | 0:3   | Japonia   | 21:25 | 17:25 | 21:25 |       |       | 7500   |   |
|       |       |           |       |           |       |       |       |       |       |        |   |
| 23.08 | 12:30 | Turcja    | 2:3   | Chiny     | 22:25 | 25:18 | 25:22 | 23:25 | 19:21 | 1800   |   |
| 23.08 | 15:10 | Rosja     | 0:3   | Brazylia  | 12:25 | 21:25 | 20:25 |       |       | 4500   |   |
| 23.08 | 19:15 | Japonia   | 3:0   | Belgia    | 26:24 | 25:16 | 25:15 |       |       | 7800   |   |
|       |       |           |       |           |       |       |       |       |       |        |   |
| 24.08 | 12:30 | Chiny     | 2:3   | Rosja     | 25:21 | 25:14 | 22:25 | 20:25 | 13:15 | 2500   |   |
| 24.08 | 15:10 | Belgia    | 1:3   | Turcja    | 26:24 | 21:25 | 23:25 | 20:25 |       | 4200   |   |
| 24.08 | 19:15 | Brazylia  | 3:0   | Japonia   | 25:15 | 25:18 | 27:25 |       |       | 8000   |   |

## Klasyfikacja końcowa
| Miejsce | Reprezentacja     | Dywizja w 2015        |
| ------- | ----------------- | --------------------- |
| złoto   | Brazylia          | I dywizja             |
| srebro  | Japonia           | I dywizja             |
| brąz    | Rosja             | I dywizja             |
| 4.      | Turcja            | I dywizja             |
| 5.      | Chiny             | I dywizja             |
| 6.      | Belgia            | awans do I dywizji    |
| 7.      | Stany Zjednoczone | I dywizja             |
| 8.      | Serbia            | I dywizja             |
| 9.      | Korea Południowa  | I dywizja             |
| 10.     | Włochy            | I dywizja             |
| 11.     | Niemcy            | I dywizja             |
| 12.     | Tajlandia         | I dywizja             |
| 13.     | Dominikana        | spadek do II dywizji  |
| 14.     | Holandia          | II dywizja            |
| 15.     | Portoryko         | II dywizja            |
| 16.     | Polska            | II dywizja            |
| 17.     | Argentyna         | II dywizja            |
| 18.     | Peru              | II dywizja            |
| 19.     | Kanada            | II dywizja            |
| 20.     | Kuba              | spadek do III dywizji |
| 21.     | Bułgaria          | awans do II dywizji   |
| 22.     | Czechy            | III dywizja           |
| 23.     | Chorwacja         | III dywizja           |
| 24.     | Kazachstan        | III dywizja           |
| 25.     | Kenia             | III dywizja           |
| 26.     | Meksyk            | III dywizja           |
| 27.     | Australia         | III dywizja           |
| 28.     | Algieria          | III dywizja           |

## Nagrody indywidualne
| MVP       | Najlepsze przyjmujące     | Najlepsze środkowe               | Najlepsza atakująca | Najlepsza rozgrywająca | Najlepsza libero |
| --------- | ------------------------- | -------------------------------- | ------------------- | ---------------------- | ---------------- |
| Yuko Sano | Liu Xiaotong Miyu Nagaoka | Irina Fietisowa Fabiana Claudino | Sheilla             | Danielle Lins          | Yuko Sano        |